# 9676 Ейкман
9676 Ейкман (9676 Eijkman) — астероїд головного поясу, відкритий 24 вересня 1960 року.
Тіссеранів параметр щодо Юпітера — 3,207.